# Кирилов, Янко
Янко Кирилов (болг. Янко Кирилов; род. 10 марта 1946, София, Болгария) — болгарский футболист, полузащитник.

## Клубная карьера
Дебютировал во взрослом футболе 18 ноября 1961 года в составе клуба «Левски» в матче против «Минёра» и стал самым молодым игроком клуба в возрасте 15 лет.
В 1963 году Кирилов присоединился к «ЦСКА» (София). 8 сентября 1965 года он забил победный гол с пенальти после поражения «ЦСКА» от Левски" в финале Кубка Болгарии 1965 года. Кирилов завоевал свою первую медаль победителя в конце сезона 1965/66, в котором он забил 6 голов в 12 матчах.
В июне 1966 года Кирилов вернулся «Левски», где в следующие шесть сезонов выиграл три Кубка Болгарии. В 1972 году он присоединился к «Черноморцу», где провёл три сезона.
Завершил карьеру футболиста в 1978 году в клубе «Левски», в который вернулся в 1975 году.

## Карьера в сборной
В 1967 году дебютировал в официальных матчах в составе национальной сборной Болгарии. Всего в составе сборной принял участие в четырёх матчах, в которых забил один гол.